# Hetzjagd (1967)
Hetzjagd (Originaltitel: Un homme à abattre) ist ein französischer Politthriller aus dem Jahre 1967. Regie führte Philippe Condroyer.

## Handlung
In der spanischen Stadt Barcelona entführt und ermordet ein französisches Kommando einen ehemaligen Nazi. Dabei stellt sich heraus, dass dieser ein Mitwisser von einem gewissen Schmidt ist, der sich noch versteckt hält. Tage- und nächtelang beobachten sie nun dessen Wohnung und dokumentieren ihre Beobachtungen auf Film. Es stellt sich heraus, dass auch noch eine Frau in einem anderen Wohnblock Schmidt beobachtet. Als Handwerker getarnt, verschafft sich Julius, einer der Franzosen, Zugang zu Schmidts Wohnung und installiert dort eine Wanze im Telefonhörer. Als Schmidt in seine Wohnung kommt, versteckt sich der Verschwörer im Schrank. Schmidt bekommt Besuch von Kunz, einem anderen Nazi, und verlässt seine Wohnung.
Die Verschwörer kommen dahinter, dass Schmidt von der Ermordung des anderen Nazi erfahren hatte. Währenddessen kommen sich die andere Frau und Nils näher. Beim Geschlechtsverkehr schreibt er ihr seine Telefonnummer auf den Rücken.
Es gelingt den Verschwörern, Schmidt in einen Hinterhalt zu locken, allerdings kann dieser fliehen. Schmidt möchte daraufhin die Stadt verlassen und mietet sich eine Ferienwohnung am Meer. Auch dorthin wird er von den Verschwörern verfolgt. Als es zu einem Duell zwischen einem Franzosen und Schmidt kommt, bei dem Schmidt angeschossen überlebt, taucht Kunz in einem Auto auf. Dieser sagt allerdings seinem Chauffeur, dass er nur den Koffer des verletzten Schmidt brauche, und erschießt Schmidt von seiner Wagentür aus.

## Kritik
„Ein spannend und atmosphärisch dicht inszenierter Politthriller, der vor allem durch die konsequente Beobachterposition der Kamera beeindruckt.“